# Municipio de Ring Thunder
El municipio de Ring Thunder (en inglés: Ring Thunder Township) es un municipio ubicado en el condado de Mellette en el estado estadounidense de Dakota del Sur. En el año 2010 tenía una población de 13 habitantes y una densidad poblacional de 0,14 personas por km².

## Geografía
El municipio de Ring Thunder se encuentra ubicado en las coordenadas 43°26′23″N 100°52′15″O / 43.43972, -100.87083. Según la Oficina del Censo de los Estados Unidos, el municipio tiene una superficie total de 94.1 km², de la cual 93,51 km² corresponden a tierra firme y (0,63 %) 0,6 km² es agua.

## Demografía
Según el censo de 2010, había 13 personas residiendo en el municipio de Ring Thunder. La densidad de población era de 0,14 hab./km². De los 13 habitantes, el municipio de Ring Thunder estaba compuesto por el 100 % blancos. Del total de la población el 0 % eran hispanos o latinos de cualquier raza.